# Трайко Запрянов
Трайко Запрянов Атанасов е виден български лекар, учен, невролог, университетски преподавател.

## Биография
Запрянов е роден на 15 март 1904 година в село Коритен, Солунско, тогава в Османската империя, като дванадесето дете в семейството на дееца на Вътрешната македоно-одринска революционна организация Запрян Атанасов. След като Коритен попада в Гърция след Междусъюзническата война, баща му заедно със 7000 българи от Солунско е заточен от новите гръцки власти на остров Трикери, където умира. Запрянов с майка си и по-големия си брат се преселват в Гюмюрджина, България, където завършва прогимназия като ученик на полка в града. След Първата световна война и загубата на Западна Тракия семейството отново емигрира – в Харманли и по-късно в Хасково, където Запрянов завършва гимназия и придобива майсторско свидетелство за обущар.
През 1929 година Запрянов завършва Медицинския факултет в София и започва работа в неврологичната клиника на Александровска болница при професор Алексей Янишевски в продължение на шест години. През 1936 година преминава на работа в Министерството на търговията като завеждащ сектор „Курортно дело“. През 1945 г. става началник на новооткритото нервно отделение при Работническата болница (днес УМБАЛ „Царица Йоанна – ИСУЛ“). През март 1949 година е избран за доцент към Университетската психоневрологична клиника в Пловдив, а през 1953 година доцент Трайко Запрянов става първият директор на самостоятелната Неврологична клиника. През същата година е избран за редовен професор и ръководител на трансформираната клиника в Катедрата по неврология и неврохирургия при ВМИ - Пловдив.
От 1966 година до пенсионирането си през 1973 година професор Запрянов е заместник-директор на Научния институт по неврология, психиатрия и неврохирургия в София.
Умира в София на 2 ноември 1992 година.

## Трудове
- „Лечение на болни с функционални неврологични прояви (синдроми)“, София, НИНПН, 1983.
- „Учебник по нервни болести“, София, Медицина и физкултура, 1957.
- „Терапия на нервните заболявания“, Пловдив, Христо Данов, първо издание 1967, второ – 1969.
- “Диенцефални синдроми“ съвместно с М. Вантов и Д. Атанасова, Пловдив, Христо. Данов, 1967.
- „Туберкулозни поражения на нервната система“ съвместно с М. Вантов, София, Медицица и физкултура, 1959.
- „Нощно напикаване“, Пловдив, Христо Данов, 1962
- „Синтетична неврология“, София, Медицина и физкултура, 1969, съавтор
- „Болгарские минеральнъе источники и их применение“, София, Министерствово на социалните грижи, 1948
- „Курс по балнеология“, София, Дирекция на природните богатства, 1940. съавтор[2]